# Itana Čavlović
Itana Čavlović (n. 27 august 1997, în Podgorica) este o handbalistă din Muntenegru care evoluează pe postul de pivot pentru clubul românesc CSM Corona Brașov. Anterior, în sezonul 2020-2021, ea a evoluat pentru CS Rapid București, în sezonul 2021-2022 pentru CSU Știința București, în sezonul 2022-2023 pentru CS Minaur Baia Mare iar în sezonul 2023-2024 din nou pentru Știința București.

## Palmares
- Liga Campionilor:
  - Locul 4 (Turneul Final Four): 2016

- Cupa Cupelor:
  - Turul 2: 2015

- Cupa Challenge:
  - Sfertfinalistă: 2018
  - Turul 1: 2014

- Campionatul Muntenegrului:
  -  Câștigătoare: 2016, 2017

- Cupa Muntenegrului:
  -  Câștigătoare: 2016, 2017

- Liga Regională:
  -  Câștigătoare: 2016